# Endophragmiella taxi
Endophragmiella taxi är en svampart som först beskrevs av M.B. Ellis, och fick sitt nu gällande namn av S. Hughes 1979. Endophragmiella taxi ingår i släktet Endophragmiella och familjen Helminthosphaeriaceae.   Inga underarter finns listade i Catalogue of Life.